# 石勒苏益格-荷尔斯泰因的海伦娜·维多利亚公主
海伦娜·维多利亚公主（英語：Princess Helena Victoria of Schleswig-Holstein；1870年5月3日—1948年3月13日），石勒苏益格-荷尔斯泰因公主、英国公主。全名维多利亚·路易丝·索菲亚·奥古斯塔·阿米莉亚·海伦娜（Victoria Louise Sophia Augusta Amelia Helena）。
英國海伦娜公主及石勒苏益格-荷尔斯泰因的克里斯蒂安王子之女，维多利亚女王的外孫女。她在一战时期与妹妹玛丽·路易丝公主放弃德国头衔，并改为海伦娜·维多利亚公主殿下的称号。
她終生未婚。

## 早年

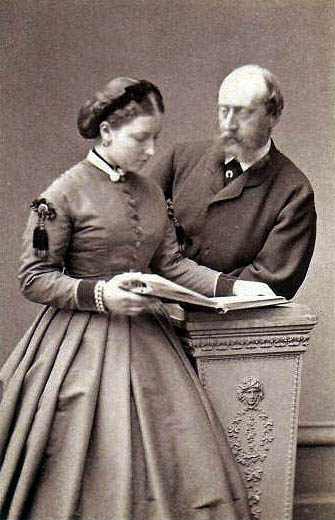
海伦娜·维多利亚公主的父母

1870年5月3日，海伦娜·维多利亚公主在浮若閣摩爾宮出生，為什勒斯維希-霍爾斯坦-森訥堡-奧古斯滕堡家族成員，海伦娜公主（維多利亞女王及阿爾伯特親王三女）及石勒苏益格-荷尔斯泰因的克里斯蒂安王子（路易絲·索菲·丹尼斯基爾德-薩姆索及克里斯蒂安·奧古斯特二世三子）之女。克里斯蒂安·維克托王子及阿尔伯特王子之妹，玛丽·路易丝之姐。1870年6月20日，海伦娜·维多利亚公主在温莎城堡的私人教堂受洗。其教父母為外祖母维多利亚女王、剑桥公爵夫人黑森-卡塞爾的奧古斯塔、亚瑟王子、路易丝公主、利奥波德王子、丹麦的瓦尔德马王子、萨克森-魏玛-爱森纳赫的爱德华王子、路易丝·奥古斯特公主、卡罗琳·阿梅莉公主 。

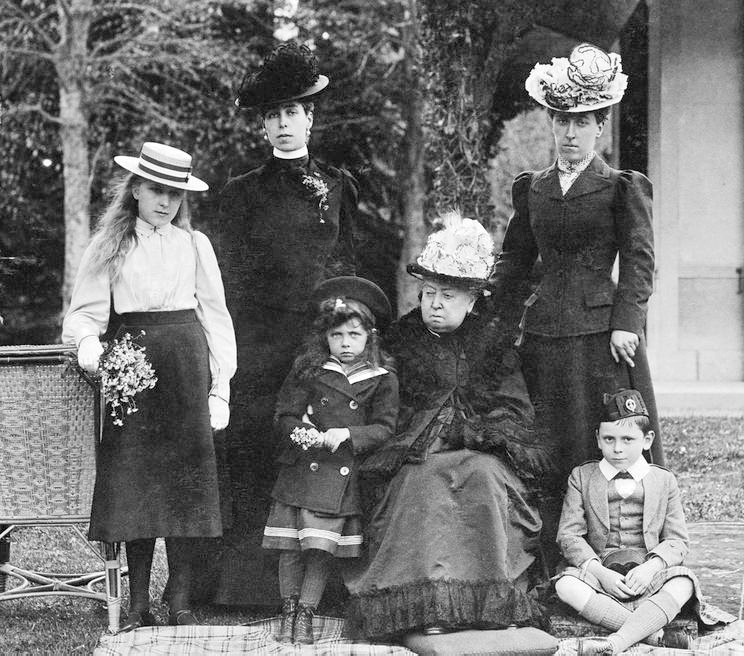
与外祖母维多利亚女王和几位表亲

他的父母居住在英國，因此海伦娜·维多利亚公主被視為英國王室成員。根據1866年的皇室专利证书，海伦娜·维多利亚公主获得了（His Highness）的头衔。海伦娜·维多利亚公主在當時被稱為石勒苏益格-荷尔斯泰因的海伦娜·维多利亚公主殿下（Her Highness Princess Helena Victoria of Schleswig-Holstein），雖然僅限英國。家裡人親切的稱呼她為索拉（Thora）。
1885年，瑪麗·路易絲公主在姨妈比阿特丽斯公主与巴腾堡的海因裡希王子的婚礼上擔任伴娘。也在1893年担任约克公爵乔治王子（后来的乔治五世）和特克的玛丽婚礼的伴娘。

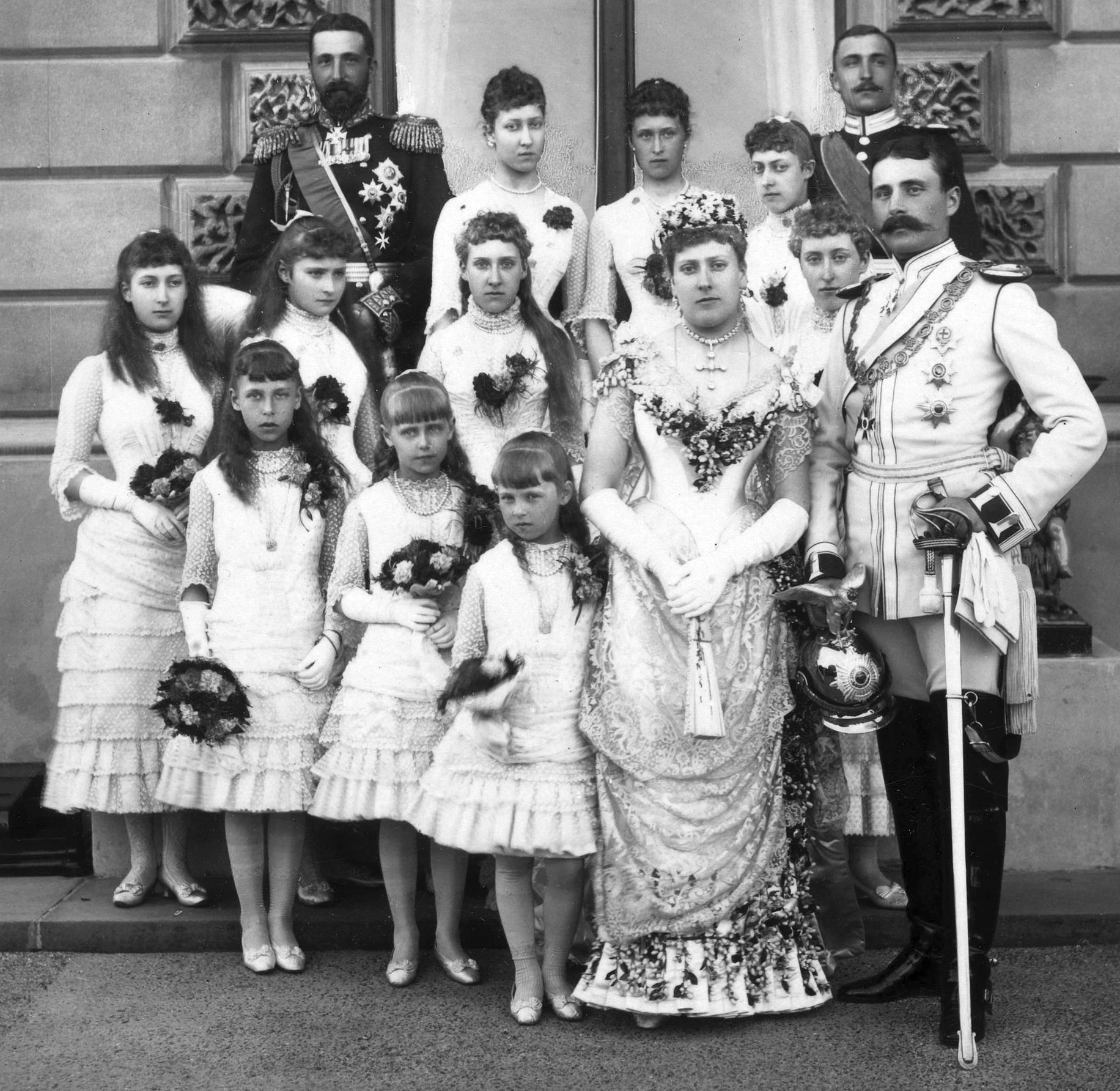
在比阿特丽斯公主与巴腾堡的海因裡希王子的婚礼

## 中年
1917年7月，当乔治五世将英国王室的名称从萨克森-科堡-哥达王朝改为温莎王朝时，他还命令他众多的英国臣民堂兄弟和姻亲停止使用他们的德语头衔、风格和姓氏。海伦娜·维多利亚公主和妹妹玛丽·路易丝公主从未使用过其他头衔或姓氏, 被简单地称为海伦娜·维多利亚公主殿下(HH Princess Helena Victoria)和瑪麗·路易絲公主殿下(HH Princess Marie Louise)，赋予她们作为公主但显然不是任何特定皇室成员的奇怪区别。这种方法不同于乔治五世的其他亲属所接受的方法，后者放弃了所有王子头衔，而不仅仅是他们的德国称号，而反过来又从国王那里获得了英国贵族头衔。她们的公主称号是从她们的父亲那里继承来的，她们并不是正式的英国公主。然而，他们的未婚身份和被称为殿下的权利k及维多利亚女王1867年的让步使他们的处境变得尴尬，因此更容易让他们保留公主身份，同时完全避免直系亲属的问题。

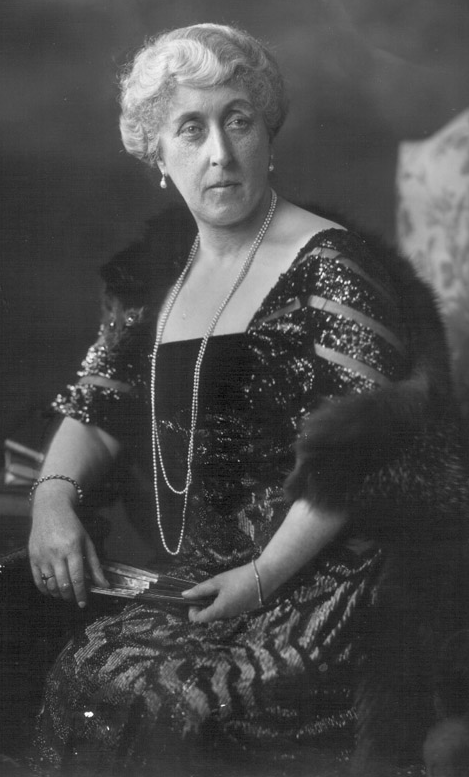
1920年的海伦娜·维多利亚公主

虽然海伦娜·维多利亚公主是德国贵族，但却是土生土长的英国人。

## 晚年及死亡
海伦娜·维多利亚公主从未结婚，而是效仿母亲海伦娜公主，大量的为慈善组织工作，如基督教女青年會、基督教青年會，她还积极参与温莎基督教公主疗养院的工作。第一次世界大战期间她创立了基督教女青年会妇女辅助部队。作为该部队主席，她访问了驻法英国军队，并获得战争大臣基奇纳勋爵的许可，为他们安排娱乐活动。据1924年的一份出版物报道，“海伦娜·维多利亚公主和她的妹妹玛丽·路易丝公主一直是我们所有公主中工作最努力的人之一。”
第二次世界大战后，由于健康状况不佳，并且需要使用轮椅，海伦娜·维多利亚公主在1947年11月20日举行的她的表亲伊丽莎白公主（后来的伊丽莎白二世）与菲利普·蒙巴顿（即希腊和丹麦的菲利波斯王子）的婚礼上，最后一次重要亮相。
1948年3月13日，77岁的海伦娜·维多利亚公主在伯克利广场逝世。公主的葬礼于1948年3月17日上午11点在圣乔治礼拜堂举行。妹妹玛丽·路易丝公主、乔治六世、伊丽莎白王后、伊丽莎白公主、菲利普亲王、格洛斯特公爵夫人爱丽丝王妃、肯特公爵夫人玛丽娜王妃、第一代卡里斯布鲁克侯爵亚历山大·蒙巴顿、第三代米爾福德黑文侯爵大衛·蒙巴頓、帕特麗西婭·拉姆齊夫人等人皆出席了她的葬礼。同日葬于圣乔治礼拜堂王家墓室。1948年6月22日迁葬至浮若閣摩爾皇家墓園。虽然没有全国性的哀悼，但王室仍然举行了为期一周的家庭哀悼。
公主遗产的遗嘱认证于1948年5月20日授予，价值52,435英镑（按2022年汇率计算为130万英镑）。

## 头衔、称号及纹章
因1866年的皇室专利证书，海伦娜·维多利亚公主获得了（His Highness）的头衔。
- 1870年5月03日-1917年7月14日：石勒苏益格-荷尔斯泰因的海伦娜·维多利亚公主殿下
- 1917年7月14日-1948年3月13日：海伦娜·维多利亚公主殿下

1917年6月，法院通告中出现了一条通知，称乔治五世将准备一份皇家授权令，免除他的堂表兄弟姐妹们使用其头衔中的“石勒苏益格-荷尔斯泰因-松德堡-奥古斯腾堡”部分。然而皇室授权令并没有发出，海伦娜·维多利亚公主及玛丽·路易丝公主也没有获得大不列颠及爱尔兰或联合王国公主殿下的称号。

### 纹章
- 石勒苏益格-荷尔斯泰因家族的盾徽，海伦娜·维多利亚所使用的纹章

## 资料来源
- Ronald Allison and Sarah Riddell, eds., The Royal Encyclopedia (London: Macmillan, 1992).
- "Obituary: Princess Helena Victoria, Charity and Social Services," 15 March 1948, p. 7.
- "Royal Titles: German Names Dropped, British Peerages for Princes," The Times 20 July 1917, p. 7.